# Legation
En legation  (från latinet: legātio ’beskickning’, ’uppdrag’, av lēgo ’skicka som sändebud’, ’förordna, ’utnämna’) är en numera sällan förekommande benämning på en diplomatisk beskickning i främmande stat. Chefen för en legation benämns envoyé. Medan det tidigare uppfattades som en särskild hedersbevisning att en beskickning erhöll rang av ambassad, ansågs det vid diplomatkonferensen i Wien 1961 närmast som en förnärmelse att endast upprätta en legation. Samma regler om immunitet, privilegier och okränkbarhet gäller emellertid för legation/envoyé som för ambassad/ambassadör. Skillnaden ligger på det protokollära planet, vilket innebär att den har betydelse i rangordningshänseende.
Andra yrkesbeteckningar på en legation var  legationsråd och legationssekreterare.

## Legation i Kyrkostaten
Legation är också benämning på områden inom den forna Kyrkostaten med en kardinal (legat) som ledare.